# Stora ofreden
Stora ofreden (isoviha på finska) avser i Finlands historia tiden från stora nordiska krigets utbrott 1700 till freden i Nystad 1721. I trängre bemärkelse begagnas uttrycket för den ryska ockupationen av landet 1713–1721. 
Efter den ryska segern vid Poltava 1709 intogs de finska städerna Viborg och Kexholm 1710 av ryssarna, vilket öppnade vägen för fortsatt expansion in i Finland. Tsar Peter landsteg i Helsingfors 1713, och de ryska trupperna hade under det följande året tagit kontroll över hela landet. Den gamla förvaltningen slutade att fungera och ett rent militärvälde blev rådande. En stor del av landets befolkning flydde ur landet. 
Vid freden 1721 utrymdes landet av ryssarna, med undantag av södra och sydöstra Karelen med Viborg, Kexholm och Sordavala, vilka områden avträddes till Ryssland. Efter freden ökade befolkningen åter snabbt i antal. Skolorna och administrationen återupprättades och man fick betydande skattelättnader.